# Đảo Giác
| [Bản đồ tương tác toàn màn hình] |                                                               |
|                                  | Biểu đồ hiện đang tạm thời không khả dụng do vấn đề kĩ thuật. |

đảo Giác (tiếng Trung: 角屿; Hán-Việt: Giác tự/dữ; bính âm: Jiǎo Yǔ) nằm ngoài khơi tỉnh Phúc Kiến, Trung Quốc. Về hành chính, đảo thuộc phường Đại Đặng, quận Tường An, thành phố Hạ Môn. Hiện nay trên đảo không có cư dân, chỉ quân đồn trú đóng giữ, được ví là "trạm gác đầu phía đông nam".
Đảo Giác thuộc nhóm đảo Đại Đặng, cùng với đảo Đại Đặng và đảo Tiểu Đặng được gọi chung là "tam đảo". Đảo Giác vốn thuộc huyện Kim Môn, sau khi Quân Giải phóng chiếm giữ vào năm 1949 thì chuyển sang thuộc Hạ Môn.